# Zay El Naharda
 (octobre 2012).
Si vous disposez d'ouvrages ou d'articles de référence ou si vous connaissez des sites web de qualité traitant du thème abordé ici, merci de compléter l'article en donnant les références utiles à sa vérifiabilité et en les liant à la section « Notes et références ».
Pour plus de détails, voir Fiche technique et Distribution.
Zay El Naharda (en arabe زي النهاردة, litt. « un jour comme aujourd'hui ») est un film égyptien réalisé par Amr Salama et sorti en 2008.

## Fiche technique
- Titre : Zay El Naharda
- Réalisation : Amr Salama
- Scénario : Amr Salama
- Musique : Hany Adel
- Décors : Cherine Fargal
- Costume : Laila Soliman
- Photo : Ahmed Gabr
- Montage : Amr Salama
- Producteur : Mohamed Hefzy
- Sociétés de production : Rotana Studios, Film Clinic
- Pays :  Égypte
- Langue : arabe égyptien
- Genre : Thriller
- Date de sortie : 
  - Égypte : 1er octobre 2008

## Distribution

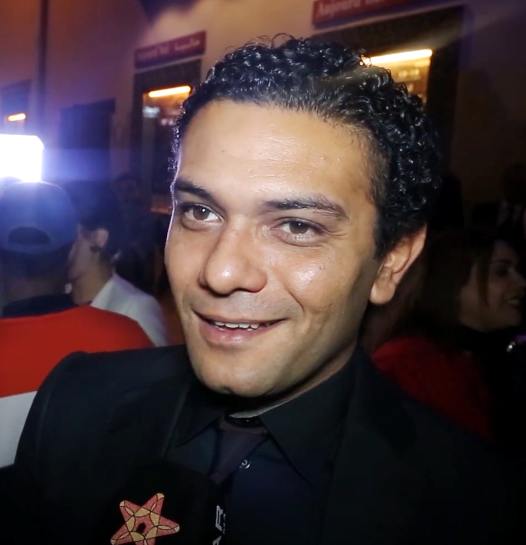
Asser Yassin

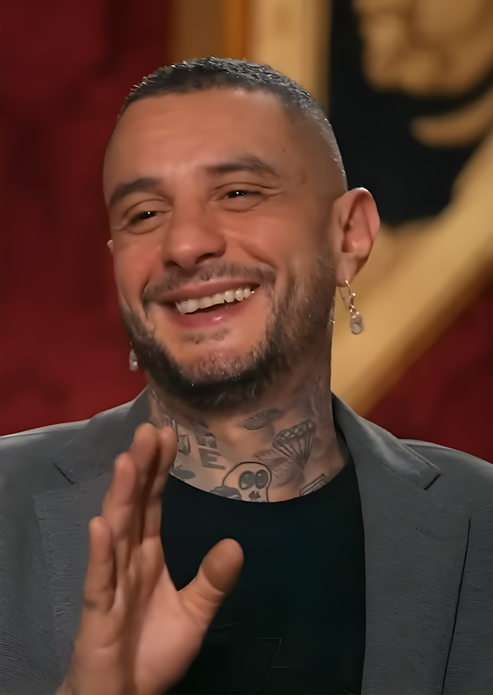
Ahmed El Fishawy

- Basma
- Ahmed El Fishawy
- Asser Yasseen
- Arwa Gouda
- Nabeel Eissa